# Temporada da NFL de 1954
A Temporada de 1954 da NFL foi a 35ª temporada regular da National Football League. E chegou ao final, após a disputa entre Cleveland Browns e Detroit Lions no championship game da NFL. Pela terceira vez, em três anos, as duas equipes se enfrentaram, neste ano, a partida ocorreu em 26 de Dezembro de 1954 no Cleveland Municipal Stadium em Cleveland Ohio para 43,827 pessoas, que assistiram a larga vitória de Cleveland em casa, por 56 a 10.     

## Draft
O Draft para aquela temporada foi realizado no Bellevue-Stratford Hotel na Filadélfia, Pensilvânia, em 28 de Janeiro de 1954. E, com a primeira escolha, o Cleveland Browns selecionou o quarterback, Bobby Garrett da Universidade de Stanford.

## Classificação Final
Assim ficou a classificação final da National Football League em 1954.
P = Nº de Partidas, V = Vitórias, D = Derrotas, E = Empates, PCT = Porcentagem de vitória, DIV = Recorde de partidas da própria divisão, PF = Pontos a favor, PA = Pontos contra
| NFL Eastern Conference |   |    |   |      |     |     |     |
| Time                   | V | D  | E | PCT  | DIV | PF  | PC  |
| Cleveland Browns       | 9 | 3  | 0 | .750 | 8–2 | 336 | 162 |
| Philadelphia Eagles    | 7 | 4  | 1 | .636 | 7–3 | 284 | 230 |
| New York Giants        | 7 | 5  | 0 | .583 | 7–3 | 293 | 184 |
| Pittsburgh Steelers    | 5 | 7  | 0 | .417 | 4–6 | 219 | 263 |
| Washington Redskins    | 3 | 9  | 0 | .250 | 2–8 | 207 | 432 |
| Chicago Cardinals      | 2 | 10 | 0 | .167 | 2–8 | 183 | 34  |

| NFL Western Conference |   |   |   |      |       |     |     |
| Time                   | V | D | E | PCT  | DIV   | PF  | PC  |
| Detroit Lions          | 9 | 2 | 1 | .818 | 8–2   | 337 | 189 |
| Chicago Bears          | 8 | 4 | 0 | .667 | 7–3   | 301 | 279 |
| San Francisco 49ers    | 7 | 4 | 1 | .636 | 5–4–1 | 313 | 251 |
| Los Angeles Rams       | 6 | 5 | 1 | .545 | 4–5–1 | 314 | 285 |
| Green Bay Packers      | 4 | 8 | 0 | .333 | 3–7   | 234 | 251 |
| Baltimore Colts        | 3 | 9 | 0 | .250 | 2–8   | 131 | 279 |

## Championship Game
O NFL Championship Game foi disputado pelo terceiro ano consecutivo entre Cleveland Browns e Detroit Lions. Jogando em casa, o Browns venceram por 56 a 17, no dia 26 de Dezembro de 1954 no Cleveland Municipal Stadium em Cleveland, Ohio para 43,827 pessoas.

## Líderes em estatísticas da Liga
| Estatística                                 | Nome              | Equipe              | Total |
| ------------------------------------------- | ----------------- | ------------------- | ----- |
| Passando                                    |                   |                     |       |
| Jardas de Passe                             | Norm Van Brocklin | Los Angeles Rams    | 2637  |
| Passes para TD                              | Adrian Burk       | Philadelphia Eagles | 23    |
| % de Passes Completos                       | Otto Graham       | Cleveland Browns    | .592  |
| Correndo                                    |                   |                     |       |
| Jardas Corridas                             | Joe Perry         | San Francisco 49ers | 1049  |
| Corridas para TD                            | Dan Towler        | Los Angeles Rams    | 11    |
| Recebendo                                   |                   |                     |       |
| Jardas Recebidas                            | Bob Boyd          | Los Angeles Rams    | 1212  |
| Nº de Recepções                             | Pete Pihos        | Philadelphia Eagles | 60    |
| Nº de Recepções                             | Billy Wilson      | San Francisco 49ers | 60    |
| Recepções para TD                           | Harlon Hill       | Chicago Bears       | 12    |
| Defesa                                      |                   |                     |       |
| Interceptações                              | Night Train Lane  | Chicago Cardinals   | 10    |
| Times Especiais                             |                   |                     |       |
| Média de Punt                               | Pat Brady         | Pittsburgh Steelers | 43.2  |
| Números coletados do Pro Football Reference |                   |                     |       |

## Prêmios
A United Press International NFL Most Valuable Player Award, abreviada UPI NFL MVP, entregou o prêmio de jogador mais valioso, desta vez a Joe Perry, fullback do San Francisco 49ers. 
Por sua vez, a Sporting News também resolveu entregar um prêmio, intitulada de Sporting News NFL Player of The Year. O primeiro prêmio foi entregue a Lou Groza do Cleveland Browns. 

## Treinadores

### Troca de Treinadores
- Baltimore Colts: Keith Molesworth foi substituído por Weeb Ewbank[10].
- Green Bay Packers: Lisle Blackbourn tornou-se o novo treinador dos Packers. Gene Ronzani renunciou após 10 jogos em 1953. Hugh Devore e Ray McLean serviram como co-treinadores pelo resto da temporada de 1953[11].
- Pittsburgh Steelers: Joe Bach foi substituído por Walt Kiesling[12].
- New York Giants: Steve Owen foi substituído por Jim Lee Howell[13].
- Washington Redskins: Curly Lambeau foi substituído por Joe Kuharich[14].

## Biografia
- NFL Record and Fact Book (ISBN 1-932994-36-X)
- NFL History 1931–1940 (Last accessed December 4, 2005)
- Total Football: The Official Encyclopedia of the National Football League (ISBN 0-06-270174-6)